# Математичне формулювання загальної теорії відносності
У цій статті розглядається математична основа загальної теорії відносності.

## Початкові положення
Наше інтуїтивне сприйняття свідчить, що простір-час є регулярним і неперервним, тобто не має «дірок». Математично ці властивості означають, що простір-час буде моделюватися гладким диференційовним многовидом 4 вимірів {\displaystyle M_{4}}, тобто простором розмірності 4, для якого окіл кожної точки схожий локально на чотиривимірний евклідів простір. Гладкість тут означає достатню диференційовність, поки без уточнення її ступеня.
Оскільки крім того з хорошою точністю виконуються закони спеціальної теорії відносності, то такий многовид можна наділити лоренцевою метрикою, тобто невиродженим метричним тензором з сигнатурою {\displaystyle \{-,+,+,+\}} (або, що еквівалентно, {\displaystyle \{+,-,-,-\}}). Значення цього розкривається в наступному розділі.

## Геометрія простору-часу
NB Ця стаття дотримується класичних домовленостей щодо знаків Мізнера, Торна і Вілера
У цій статті приймається також угода Ейнштейна для підсумовування за повторюваними індексами.

### Метричний тензор
Диференційовний многовид M, забезпечений лоренцевим метричним тензором g, і є таким чином лоренцевим многовидом, який є частковим випадком псевдоріманового многовида (визначення «лоренців» буде уточнено далі в тексті; див. розділ Лоренцева метрика).
Візьмемо довільну систему координат {\displaystyle x^{\mu }} в околі точки {\displaystyle P}, і нехай {\displaystyle {\mathbf {e} }_{\mu }(x)} — локальний базис у дотичному просторі {\displaystyle T_{x}M} до многовида {\displaystyle M} у точці {\displaystyle x\in M}. Дотичний вектор {\displaystyle \mathbf {w} \in T_{x}M} запишеться тоді як лінійна комбінація базисних векторів:
| {\displaystyle \mathbf {w} \ =\ w^{\mu }\ \mathbf {e} _{\mu }.} |

При цьому величини {\displaystyle \ w^{\mu }} називаються контраваріантними компонентами вектора w. Метричний тензор {\displaystyle \mathbf {g} } тоді — симетрична білінійна форма:
| {\displaystyle \mathbf {g} \ =\ g_{\mu \nu }(x)\ dx^{\mu }\ \otimes \ dx^{\nu },} |

де через {\displaystyle dx^{\mu }} позначено дуальний відносно {\displaystyle {\mathbf {e} }_{\mu }(x)} базис в кодотичному просторі {\displaystyle T_{x}^{*}M}, тобто такі лінійні форми на {\displaystyle T_{x}M}, що:
| {\displaystyle dx^{\nu }({\mathbf {e} }_{\mu })\ =\ \delta _{\mu }^{\nu }.} |

Далі будемо припускати, що компоненти {\displaystyle g_{\mu \nu }(x)} метричного тензора змінюються в просторі-часі неперервно.
Метричний тензор, таким чином, може бути поданий дійсною симетричною матрицею 4x4:
| {\displaystyle g_{\mu \nu }\ =\ g_{\nu \mu }.} |

Взагалі будь-яка дійсна матриця 4x4 має апріорі 4 x 4 = 16 незалежних елементів. Умова симетрії зменшує це число до 10: насправді, залишається 4 діагональних елементи, до яких треба додати (16 — 4)/2 = 6 недіагональних елементів. Тензор {\displaystyle g_{\mu \nu }} має, таким чином, тільки 10 незалежними компонент.

### Скалярний добуток
Метричний тензор визначає для кожної точки {\displaystyle x\in M} многовида псевдо-скалярний добуток («псевдо-» в тому сенсі, що відсутня позитивна визначеність асоційованої квадратичних форм (квадрата вектора); див. Лоренцева метрика) в дотичному до різноманіття {\displaystyle M^{}} в точці {\displaystyle x} псевдоевклідовому просторі {\displaystyle T_{x}M}. Якщо {\displaystyle \mathbf {u} } і {\displaystyle \mathbf {v} } — два вектора {\displaystyle T_{x}M}, їх скалярний добуток запишеться як:
| {\displaystyle \mathbf {u} \cdot \mathbf {v} \ =\ \mathbf {g} (\mathbf {u} ,\mathbf {v} )\ =\ g_{\mu \nu }\ u^{\mu }\ v^{\nu }} |

Зокрема, взявши два базисних вектори, отримуємо компоненти:
| {\displaystyle g_{\mu \nu }\ =\ \mathbf {g} ({\mathbf {e} }_{\mu },{\mathbf {e} }_{\nu })\ =\ {\mathbf {e} }_{\mu }\cdot {\mathbf {e} }_{\nu }} |

Зауваження: якщо величини {\displaystyle w^{\mu }} позначають контраваріантні компоненти вектора w, то можна визначити також його коваріантні компоненти як:
| {\displaystyle w_{\mu }\ =\ \mathbf {w} \ \cdot \mathbf {e} _{\mu }.} |

### Елементарна відстань— інтервал
Розглянемо вектор елементарного переміщення {\displaystyle d\mathbf {P} \ =\ \epsilon ^{\mu }\mathbf {e} _{\mu }} між точкою {\displaystyle P^{}} і нескінченно близькою точкою: {\displaystyle |\epsilon ^{\mu }|\ll 1}. Інваріантною інфінітезимальною нормою цього вектора буде дійсне число, що позначається {\displaystyle ds^{2}}, зване коефіцієнтом інтервалу, і рівне:
| {\displaystyle ds^{2}\ =\ g_{\mu \nu }(x)\ \epsilon ^{\mu }\ \epsilon ^{\nu }}. |

Якщо позначити компоненти вектора елементарного переміщення «по фізичному» {\displaystyle \epsilon ^{\mu }=dx^{\mu }}, інфінітезимальний квадрат довжини (інтервалу) запишеться формально як:
| {\displaystyle ds^{2}\ =\ g_{\mu \nu }(x)\ dx^{\mu }\ dx^{\nu }} |

Увага: в цій формулі, а також і далі, {\displaystyle dx^{\mu }} є дійсним числом, що інтерпретується як фізично «інфінітезимальна зміна» координати {\displaystyle x^{\mu }}, а не як диференціальна форма!

### Лоренцева метрика
Уточнимо тепер вираз «лоренцева» (точніше «локально лоренцева»), який означає, що метричний тензор має сигнатуру (1,3) і локально збігається в першому порядку з лоренцевою метрикою спеціальної теорії відносності. Принцип еквівалентності стверджує, що можна «стерти» локально поле гравітації, вибираючи локально інерційну систему координат. З математичної точки зору такий вибір є переформулюванням відомої теореми про можливість зведення квадратичної форми до головних осей.
У такий локально інерційній системі координат {\displaystyle X^{\alpha }} інваріант {\displaystyle ds^{2}} у точці {\displaystyle P} запишеться як:
| {\displaystyle ds^{2}\ =\ \eta _{\alpha \beta }\ dX^{\alpha }\ dX^{\beta }\ =\ -\ c^{2}\,dT^{2}\,+\,dX^{2}\,+\,dY^{2}\,+\,dZ^{2},} |

де {\displaystyle \eta _{\alpha \beta }} є метрикою простору-часу Мінковського, а в малому околі цієї точки
| {\displaystyle ds^{2}\ =\ (\eta _{\alpha \beta }+\delta _{\alpha \beta })\ dX^{\alpha }\ dX^{\beta },} |

де {\displaystyle \delta _{\alpha \beta }} має мінімум другий порядок малості за відхиленнями від координат точки {\displaystyle P}, тобто {\displaystyle \delta _{\alpha \beta }|_{P}=0,\ \left.{\frac {\partial \delta _{\alpha \beta }}{\partial X^{\alpha }}}\right|_{P}=0}. Приймаючи домовленість щодо знаків Мізнера, Торна і Вілера, маємо:
| {\displaystyle \eta _{\alpha \beta }\ =\ \mathrm {diag} \ (-1,\,+1,\,+1,\,+1\,)} |

Далі використовуються такі звичайні домовленості:
- грецькі індекси змінюються від 0 до 3. Вони відповідають величинам у просторі-часі.
- латинські індекси змінюються від 1 до 3. Вони відповідають просторовим складовим величин у просторі-часі.

Наприклад, 4-вектор стану запишеться в локально інерційній системі координат як:
| {\displaystyle X^{\alpha }\ =\ \left({\begin{matrix}X^{0}\\X^{i}\end{matrix}}\right)\ =\ \left({\begin{matrix}X^{0}\\X^{1}\\X^{2}\\X^{3}\end{matrix}}\right)\ =\ \left({\begin{matrix}c\,T\\X\\Y\\Z\end{matrix}}\right).} |

Увага: насправді скінченні, а не інфінітезимальні прирости координат не утворюють вектора. Вектор з них виникає лише в однорідному просторі нульової кривини і тривіальної топології.
Лоренців характер многовида {\displaystyle M^{}} забезпечує, таким чином, те, що дотичні до {\displaystyle M^{}} у кожній точці псевдоевклідового простору будуть мати псевдоскалярні добутки («псевдо-» в тому сенсі, що відсутня додатна визначеність асоційованої квадратичної форми (квадрата вектора)) з трьома строго додатними власними значеннями (що відповідають простору) і одним строго від'ємним власним значенням (відповідним часу). Зокрема, елементарний інтервал «власного часу», що відокремлює дві послідовні події, завжди:
| {\displaystyle d\tau ^{2}\ =\ -{\frac {ds^{2}}{c^{2}}}\ >\ 0.} |

### Загальні поняття афінної зв'язності і коваріантної похідної
Узагальнено, афінною зв'язністю називається оператор {\displaystyle \nabla }, який приводить у відповідність векторному полю {\displaystyle \mathbf {V} } з дотичного пучка {\displaystyle TM} поле ендоморфізмів {\displaystyle \nabla \mathbf {V} } цього пучка. Якщо {\displaystyle {\mathbf {w} }\in T_{x}M} — дотичний вектор у точці {\displaystyle x\in M}, зазвичай позначають
| {\displaystyle \nabla _{\mathbf {w} }\ \mathbf {V} (x)\ =\ \nabla \mathbf {V} (x,\mathbf {w} ).} |

Кажуть, що {\displaystyle \nabla _{\mathbf {w} }\mathbf {V} } є «коваріантною похідною» вектора {\displaystyle \mathbf {V} } в напрямку {\displaystyle {\mathbf {w} }}. Припустимо до того ж, що {\displaystyle \nabla \mathbf {V} } задовольняє додатковій умові: для будь-якої функції f виконується
| {\displaystyle \nabla _{\mathbf {w} }(f\mathbf {V} )\ =\ f\ \nabla _{\mathbf {w} }\mathbf {V} \ +\ df(\mathbf {w} )\ \mathbf {V} } |

Ковариантная похідна задовольняє таким двом властивостям лінійності:
- лінійність за w, тобто, якими б не були поля векторів w і u і дійсні числа a і b, ми маємо:

| {\displaystyle \nabla _{(a\mathbf {w} +b\mathbf {u} )}\mathbf {V} \ =\ a\ \nabla _{\mathbf {w} }\mathbf {V} \ +\ b\ \nabla _{\mathbf {u} }\mathbf {V} .} |

- лінійність за V, тобто, якими б не були поля векторів X і дійсні числа a і b, ми маємо:

| {\displaystyle \nabla _{\mathbf {w} }(a\mathbf {X} +b\mathbf {Y} )\ =\ a\ \nabla _{\mathbf {w} }\mathbf {X} \ +b\ \nabla _{\mathbf {w} }\mathbf {Y} .} |

Як тільки коваріантну похідну визначено для полів векторів, її можна поширити на тензорні поля з використанням правила Лейбніца: якщо {\displaystyle \mathbf {T} } і {\displaystyle \mathbf {S} } — два будь-яких тензори, то за визначенням:
| {\displaystyle \nabla _{\mathbf {w} }(\mathbf {T} \otimes \mathbf {S} )\ =\ (\nabla _{\mathbf {w} }\mathbf {T} )\otimes \mathbf {S} \ +\ \mathbf {T} \otimes (\nabla _{\mathbf {w} }\mathbf {S} )} |

Коваріантна похідна поля тензора вздовж вектора w є знову поле тензора того ж типу.

### Зв'язність, асоційована з метрикою
Можна довести, що зв'язність, асоційована з метрикою — зв'язність Леві-Чивіти [Архівовано 9 квітня 2016 у Wayback Machine.], є єдиною зв'язністю, яка, крім попередніх умов, додатково забезпечує те, що для будь-яких полів векторів X, Y, Z з TM
- {\displaystyle \nabla _{\mathbf {X} }(\mathbf {g} (\mathbf {Y} ,\mathbf {Z} ))\ =\ \mathbf {g} (\nabla _{\mathbf {X} }\mathbf {Y} ,\mathbf {Z} )\ +\ \mathbf {g} (\mathbf {Y} ,\nabla _{\mathbf {X} }\mathbf {Z} )} (метричність — тензор неметричності дорівнює нулю).

- {\displaystyle \nabla _{\mathbf {X} }\mathbf {Y} \ -\ \nabla _{\mathbf {Y} }\mathbf {X} \ =\ [\mathbf {X} ,\mathbf {Y} ]}, де {\displaystyle [\mathbf {X} ,\mathbf {Y} ]} — комутатор Лі від X і Y (відсутність кручення — тензор кручення дорівнює нулю).

### Опис у координатах
Коваріантна похідна вектора є вектор, і, таким чином, її можна виразити як лінійну комбінацію всіх базисних векторів:
| {\displaystyle \nabla _{\mathbf {w} }V\ =\ \left[\,\nabla _{\mathbf {w} }V\,\right]^{\rho }\ \mathbf {e} _{\rho }\ =\ \Gamma ^{\rho }\ \mathbf {e} _{\rho },} |

де {\displaystyle \Gamma ^{\rho }} є компонентами вектора коваріантної похідної в напрямку {\displaystyle \mathbf {e} _{\rho }} (ця складова залежить від вибраного вектора w).
Щоб описати коваріантну похідну, досить описати її для кожного з базисних векторів {\displaystyle \mathbf {e} _{\nu }} вздовж напрямку {\displaystyle \mathbf {e} _{\mu }}. Визначимо тоді символи Крістофеля (або просто крістофелі) {\displaystyle \Gamma ^{\rho }{}_{\mu \nu },} залежні від 3 індексів
| {\displaystyle \nabla _{\mu }{\mathbf {e} }_{\nu }\ =\ \nabla _{{\mathbf {e} }_{\mu }}{\mathbf {e} }_{\nu }\ =\ \Gamma ^{\rho }{}_{\mu \nu }\ {\mathbf {e} }_{\rho }} |

Зв'язність Леві-Чивіти повністю характеризується своїми символами Крістофеля. Згідно з загальною формулою
| {\displaystyle \nabla _{\mathbf {w} }(f\mathbf {V} )\ =\ f\ \nabla _{\mathbf {w} }\mathbf {V} \ +\ df(\mathbf {w} )\ \mathbf {V} } |

для вектора V:
| {\displaystyle \nabla _{\mu }\mathbf {V} \ =\ \nabla _{\mu }(V^{\nu }\mathbf {e} _{\nu })\ =\ V^{\nu }\ (\nabla _{\mu }\mathbf {e} _{\nu })\ +\ dV^{\nu }(\mathbf {e} _{\mu })\ \mathbf {e} _{\nu }.} |

Знаючи, що {\displaystyle dV^{\nu }(\mathbf {e} _{\mu })=\partial _{\mu }V^{\nu }}, отримуємо:
| {\displaystyle \nabla _{\mu }\mathbf {V} \ =\ V^{\nu }\ \Gamma ^{\rho }{}_{\mu \nu }\ {\mathbf {e} }_{\rho }\ +\ \partial _{\mu }V^{\nu }\ \mathbf {e} _{\nu }} |

Перший член цієї формули описує «деформацію» системи координат відношенню коваріантної похідної, а другий — зміни координат вектора V. При підсумовуванні за німими індексами можна переписати це співвідношення у формі
| {\displaystyle \nabla _{\mu }\mathbf {V} \ =\ \left[\,V^{\rho }\ \Gamma ^{\nu }{}_{\mu \rho }\ +\ \partial _{\mu }V^{\nu }\,\right]\ \mathbf {e} _{\nu }} |

З цього одержуємо важливу формулу для компонент:
| {\displaystyle \nabla _{\mu }\mathbf {V} ^{\nu }\ =\ \left[\,\nabla _{\mu }\mathbf {V} \,\right]^{\nu }\ =\ \partial _{\mu }V^{\nu }\ +\ \Gamma _{~\mu \rho }^{\nu }\ V^{\rho }} |

Використовуючи формулу Лейбніца, так само можна продемонструвати, що:
| {\displaystyle \nabla _{\mu }\mathbf {V} _{\nu }\ =\ \partial _{\mu }V_{\nu }\ -\ \Gamma _{~\mu \nu }^{\rho }\ V_{\rho }.} |

Щоб обчислити ці складові в явній формі, вирази для символів Крістофеля слід визначити, виходячи з метрики. Їх легко отримати, написавши такі умови:
| {\displaystyle \nabla _{\mu }\ \mathbf {g} _{\nu \rho }\ =\ 0.} |

Розрахунок цієї коваріантної похідної приводить до
| {\displaystyle \Gamma ^{\mu }{}_{\rho \sigma }\ =\ {\frac {1}{2}}\ g^{\mu \nu }\ \left(\partial _{\sigma }g_{\nu \rho }\ +\ \partial _{\rho }g_{\nu \sigma }\ -\ \partial _{\nu }g_{\rho \sigma }\right),} |

де {\displaystyle g^{\mu \nu }\ } — компоненти «оберненого» метричного тензора, визначені рівняннями
| {\displaystyle g^{\mu \nu }\ g_{\nu \rho }\ =\ \delta ^{\mu }{}_{\rho }} |

Символи Крістофеля «симетричні» відносно нижніх індексів: {\displaystyle \Gamma ^{\mu }{}_{\rho \sigma }=\Gamma ^{\mu }{}_{\sigma \rho }.\ }
Зауваження: інколи визначаються також такі символи:
| {\displaystyle \Gamma _{\nu \rho \sigma }\ =\ {\frac {1}{2}}\ \left(\partial _{\sigma }g_{\nu \rho }\ +\ \partial _{\rho }g_{\nu \sigma }\ -\ \partial _{\nu }g_{\rho \sigma }\right)} |

одержувані як:
| {\displaystyle \Gamma ^{\mu }{}_{\rho \sigma }\ =\ g^{\mu \nu }\ \Gamma _{\nu \rho \sigma }} |

#### Тензор кривини Рімана
Тензор кривини Рімана R — тензор 4-ї валентності, визначений для будь-яких векторних полів X, Y, Z з M як
| {\displaystyle \mathbf {R} (\mathbf {X} ,\mathbf {Y} )\mathbf {Z} \ =\ \nabla _{\mathbf {X} }\,(\nabla _{\mathbf {Y} }\mathbf {Z} )\ -\ \nabla _{\mathbf {Y} }\,(\nabla _{\mathbf {X} }\mathbf {Z} )\ -\ \nabla _{[\mathbf {X} ,\mathbf {Y} ]}\mathbf {Z} \;.} |

Його компоненти в явній формі виражаються з метричних коефіцієнтів:
| {\displaystyle R_{\mu \nu \rho \sigma }\ =\ {\frac {1}{2}}\left(\partial _{\nu \rho }^{2}g_{\mu \sigma }\ +\ \partial _{\mu \sigma }^{2}g_{\nu \rho }\ -\ \partial _{\nu \sigma }^{2}g_{\mu \rho }\ -\ \partial _{\mu \rho }^{2}g_{\nu \sigma }\right)\ +} |
| {\displaystyle +\ g_{\lambda \tau }\left(\Gamma ^{\lambda }{}_{\nu \rho }\Gamma ^{\tau }{}_{\mu \sigma }\ -\ \Gamma ^{\lambda }{}_{\nu \sigma }\Gamma ^{\tau }{}_{\mu \rho }\right)\;.}                                                                    |

Симетрії цього тензора:
| {\displaystyle R_{\mu \nu \rho \sigma }\ =\ R_{\rho \sigma \mu \nu }\;,} |

| {\displaystyle R_{\mu \nu \rho \sigma }\ =\ -\ R_{\nu \mu \rho \sigma }\ =\ -\ R_{\mu \nu \sigma \rho }\;.} |

Він задовольняє також таким співвідношенням:
| {\displaystyle R_{\mu \nu \rho \sigma }\ +\ R_{\mu \sigma \nu \rho }\ +\ R_{\mu \rho \sigma \nu }\ =\ 0.} |

### Тензор кривини Річчі
Тензор Річчі — тензор валентності 2, визначений згорткою тензора кривини Рімана
| {\displaystyle R_{\mu \nu }\ =\ g^{\rho \sigma }\ R_{\rho \mu \sigma \nu }\ =\ R_{~\mu \sigma \nu }^{\sigma }\;.} |

Його компоненти в явному вигляді через символи Крістофеля:
| {\displaystyle R_{\mu \nu }\ =\ \partial _{\rho }\Gamma ^{\rho }{}_{\mu \nu }\ -\ \partial _{\nu }\Gamma ^{\rho }{}_{\mu \rho }\ +\ \Gamma ^{\rho }{}_{\mu \nu }\Gamma ^{\sigma }{}_{\rho \sigma }\ -\ \Gamma ^{\sigma }{}_{\mu \rho }\Gamma ^{\rho }{}_{\nu \sigma }\;.} |

Цей тензор симетричний: {\displaystyle R_{\mu \nu }\ =\ R_{\nu \mu }\ }.

### Скалярна кривина
Скалярна кривина є інваріантом, що визначається згорткою тензора Річчі з метрикою
| {\displaystyle R\ =\ g^{\mu \nu }\ R_{\mu \nu }\ =\ R_{~\nu }^{\nu }.} |

## Рівняння Ейнштейна
Рівняння гравітаційного поля, які називаються рівняннями Ейнштейна, записуються так
| {\displaystyle R_{\mu \nu }\ -\ {\frac {1}{2}}\,g_{\mu \nu }\,R\ +\ \Lambda \ g_{\mu \nu }\ =\ {\frac {8\pi G}{c^{4}}}\ T_{\mu \nu },} |

або так
| {\displaystyle G_{\mu \nu }\ +\ \Lambda \ g_{\mu \nu }\ =\ {\frac {8\pi G}{c^{4}}}\ T_{\mu \nu },} |

де {\displaystyle \Lambda } — космологічна стала, {\displaystyle c} — швидкість світла у вакуумі, {\displaystyle G} — гравітаційна стала, яка з'являється також у законі всесвітнього тяжіння Ньютона, {\displaystyle G_{\mu \nu }=R_{\mu \nu }\ -\ {\frac {1}{2}}\,g_{\mu \nu }\,R} — тензор Ейнштейна, а {\displaystyle T_{\mu \nu }} — тензор енергії-імпульсу.
Симетричний тензор {\displaystyle g_{\mu \nu }} має тільки 10 незалежних складових, тензорне рівняння Ейнштейна в заданій системі координат еквівалентне системі 10 скалярних рівнянь. Ця система 10 пов'язаних нелінійних рівнянь у часткових похідних у більшості випадків дуже складна для вивчення.

## Тензор енергії-імпульсу
Тензор енергії-імпульсу може бути записаний у вигляді дійсної симетричної матриці 4x4:
| {\displaystyle T_{\mu \nu }\ =\ \left({\begin{matrix}T_{00}&T_{01}&T_{02}&T_{03}\\T_{10}&T_{11}&T_{12}&T_{13}\\T_{20}&T_{21}&T_{22}&T_{23}\\T_{30}&T_{31}&T_{32}&T_{33}\end{matrix}}\right).} |

У ньому виявляються такі фізичні величини:
- T00 — об'ємна густина енергії. Вона має бути додатною.
- T10, T20, T30 — густини компонент імпульсу.
- T -01, T -02, T03 — компоненти потоку енергії.
- Підматриця 3 x 3 з чисто просторових компонент:

| {\displaystyle T_{ik}\ =\ \left({\begin{matrix}T_{11}&T_{12}&T_{13}\\T_{21}&T_{22}&T_{23}\\T_{31}&T_{32}&T_{33}\end{matrix}}\right)} |

 — матриця потоків імпульсів. У механіці рідини діагональні компоненти відповідають тиску, а решта складових — тангенціальним зусиллям (напругам або, в старій термінології — натягам), викликаним в'язкістю.
Для рідини у спокої тензор енергії-імпульсу зводиться до діагональної матриці {\displaystyle {\rm {diag}}({{\rho }c^{2}},~p,~p,~p)}, де {\displaystyle {\rho }} є густина маси, а {\displaystyle p} — гідростатичний тиск.